# Коли святі марширують (оповідання)
«Коли святі марширують» (англ. Marching In) — науково-фантастичне оповідання американського письменника Айзека Азімова, опубліковане у травні 1976 року в журналі High Fidelity. Оповідання ввійшло до збірки «Двохсотлітня людина та інші історії» (1976).

## Сюжет
У 2001-му році, Джером Бішоп, джазовий композитор і тромбоніст, на запрошення доктора Крей, допомагає психіатричній клініці у лікуванні депресії, використовуючи свої знання в музиці.
Спочатку він налаштований скептично, тим не менш повертається за декілька днів зі своїм рішенням. Він розказує доктору Клей, що ритми духовних гімнів зможуть будь-кого вивести із депресії та демонструє це на прикладі гімну «Коли святі марширують».